# Alstom APS

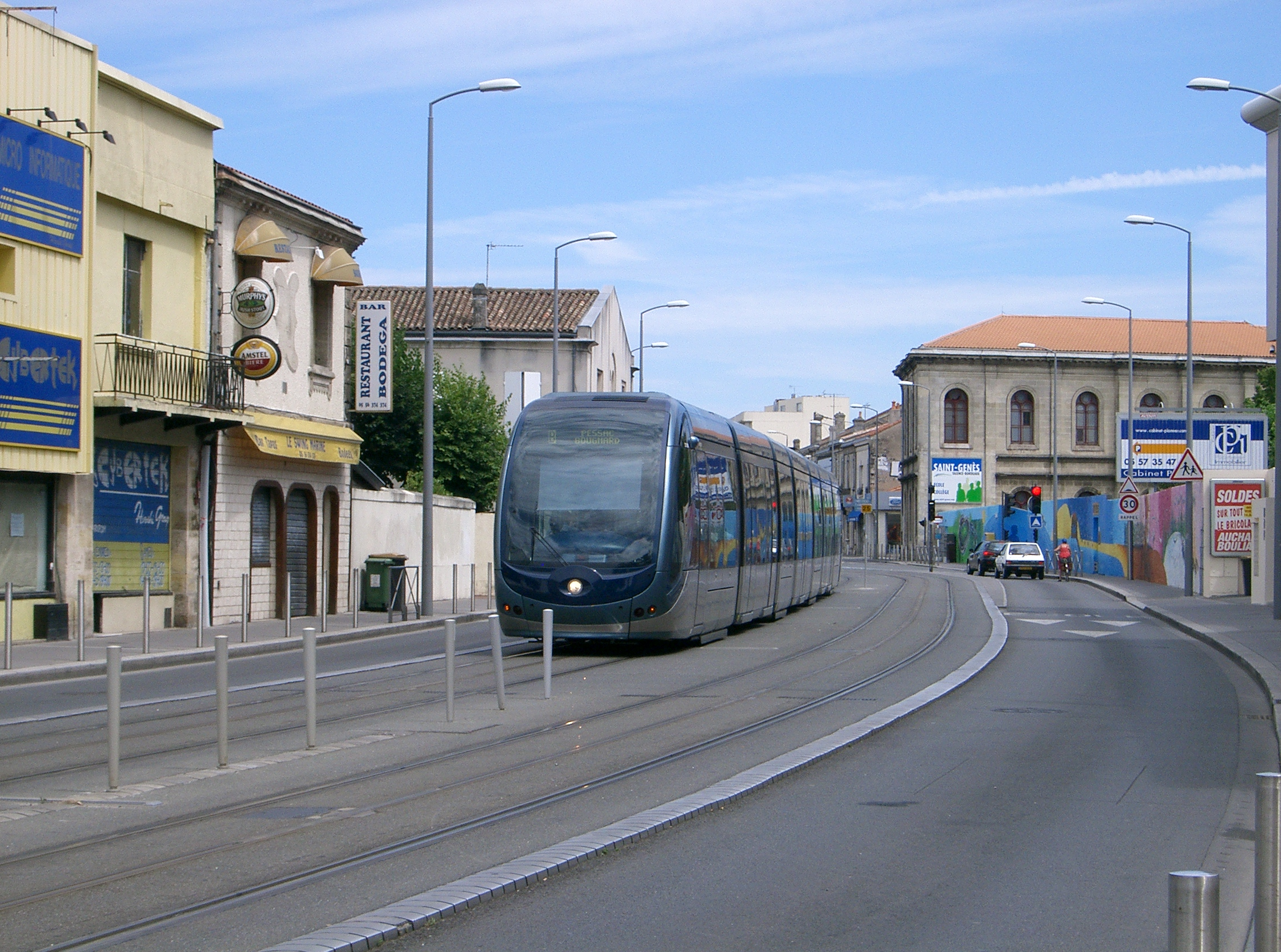
Бордоський трамвай з використанням APS на маршруті B біля трамвайної зупинки Roustaing

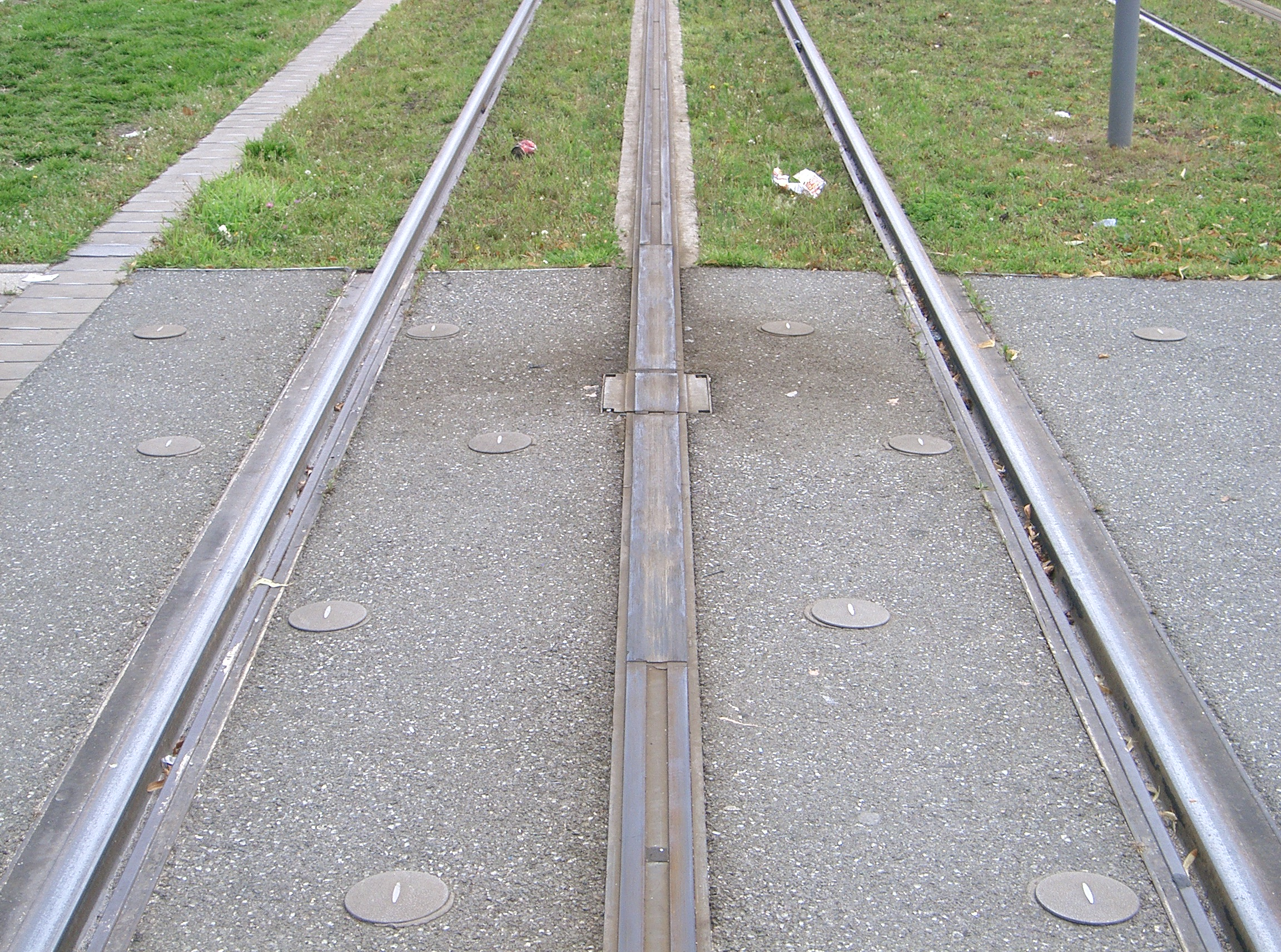
Секція колії APS, що показує нейтральні секції на кінці сегментів із живленням, а також одну з ізоляційних з’єднувальних коробок, які механічно та електрично з’єднують сегменти рейки APS

Alstom APS, також відомий як Alimentation par Sol або Alimentation Par le Sol (що буквально означає «живлення через землю») — тип наземного електроживлення для вуличних електричних трамваїв і, потенційно, інших транспортних засобів. 
APS був розроблений Innorail, дочірньою компанією Spie Enertrans, але був проданий Alstom, коли Spie був придбаний Amec Foster Wheeler.
Спочатку вона була створена для Бордоського трамвая, який будували з 2000 року та відкрили у 2003 році. З 2011 року технологія використовується у деяких інших міст світу.
APS використовується, в першу чергу, з естетичних міркувань, як альтернатива повітряній контактній мережі. Таким чином, він конкурує з іншими наземними системами електропостачання, а також з системами зберігання енергії, такими як батареї.
У 2015 році Alstom розробив похідну від APS, Alstom SRS (Système de Recharge statique par le sol або наземну систему заряджання на основі статичної зарядки), яку можна використовувати для підзарядки трамваїв і автобусів, що живляться від акумуляторів, коли вони стоять на зупинках.
Компанія Alstom розробила цю систему для використання дорожніми транспортними засобами, такими як вантажівки з напівпричепами та легкові автомобілі. Електрична дорожня система була перевірена на сумісність зі снігоочисними машинами та на безпеку під час впливу снігу, льоду, солі та насиченого розсолу. Франція випробує електричну дорожню систему на дорозі загального користування в регіоні Рона-Альпи у 2024 — 2027 роках.

## Технології
APS використовує третю рейку, розміщену між ходовими рейками, електрично розділену на 11-метрові сегменти, які автоматично вмикаються та вимикаються залежно від того, чи трамвай проїжджає над ними, тим самим усуваючи ризик для інших учасників дорожнього руху. Кожен трамвай має два рейкових струмоприймачі, поруч з якими розташовані антени, які надсилають радіосигнали для живлення сегментів енергетичних рейок, коли трамвай проїжджає над ними.У будь-який час два послідовних сегменти під трамваєм будуть під напругою.
APS відрізняється від системи кондуїтного струмоприймача, яка була одним із перших способів постачання електроенергії до трамвайної системи, оскільки остання передбачає закладення третьої та четвертої рейок у підземний канал або траншею між ходовими рейками. Кондуїтний струмоприймач використовувався в історичних трамвайних системах у Вашингтоні, Мангеттені, Парижі, Берліні, Марселі, Відні, Будапешті та Лондоні.Кондуїтний струмоприймач вийшов з ужитку, оскільки повітряні дроти виявилися набагато дешевшими та проблемними для вуличних залізниць.

### Безпека
На відміну від колійної третьої рейки, яка використовується в більшості мереж метро та деяких магістральних залізницях, APS не становить небезпеки для людей і тварин, тому її можна використовувати в пішохідних зонах і на міських вулицях.
 Уряд Франції не має інформації про випадки ураження електричним струмом або аварій на будь-якому трамваї у Франції з 2003 року до 31 грудня 2020 року

## Використання

### Бордо

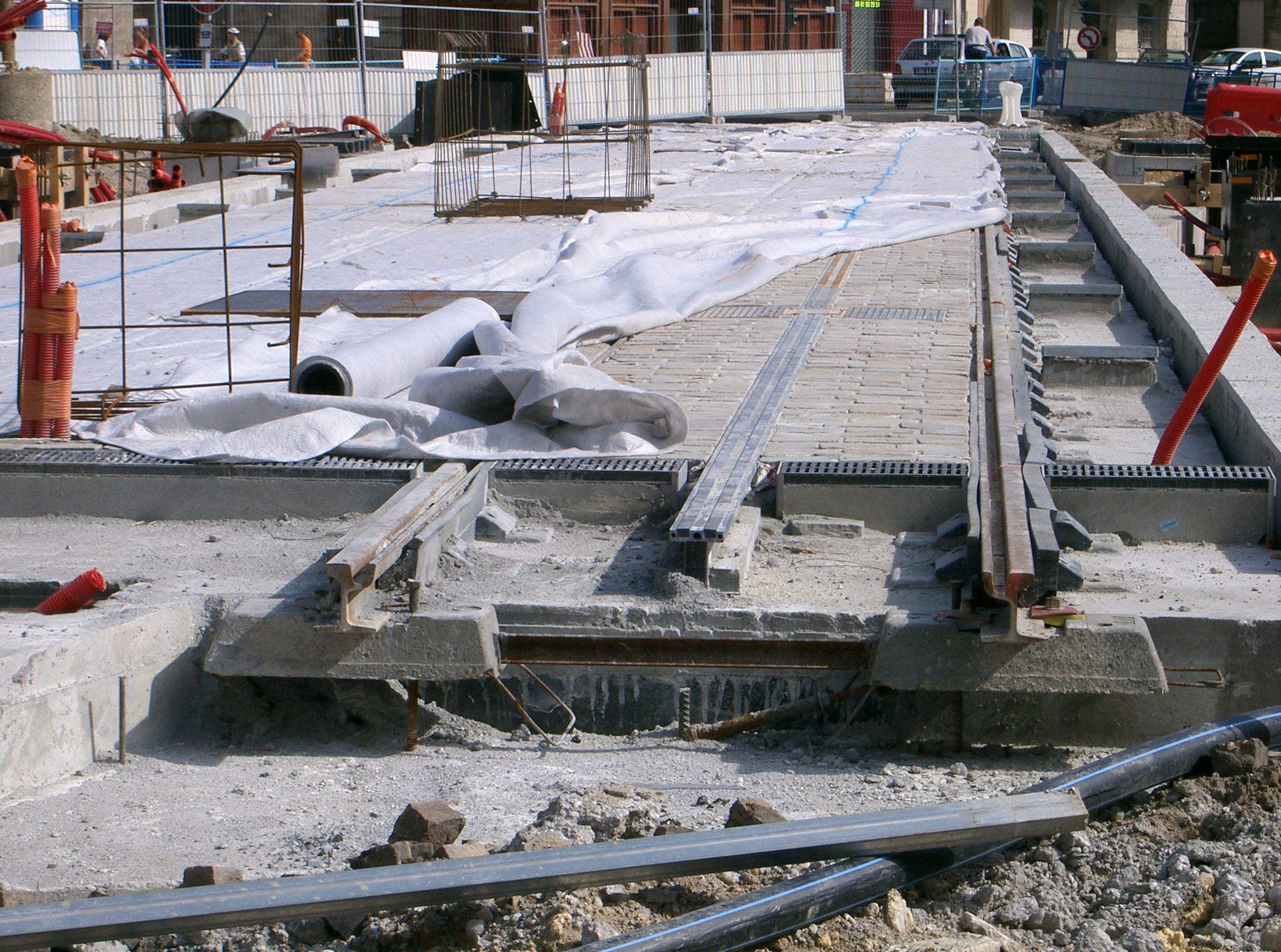
Траса з APS, що будується на площі Поля Думера, Бордо

Станом на 2008 рік існує 12 км колій типу APS у мережі з трьох ліній завдовжки 43,3 км. Трамваї Bordeaux Alstom Citadis використовують пантографи та електричні повітряні лінії у віддалених районах.
Перед використанням у Бордо APS було випробувано та доведено працеспроможність на короткій дистанції зарезервованої траси у французькому місті Марсель.

### Інші міста

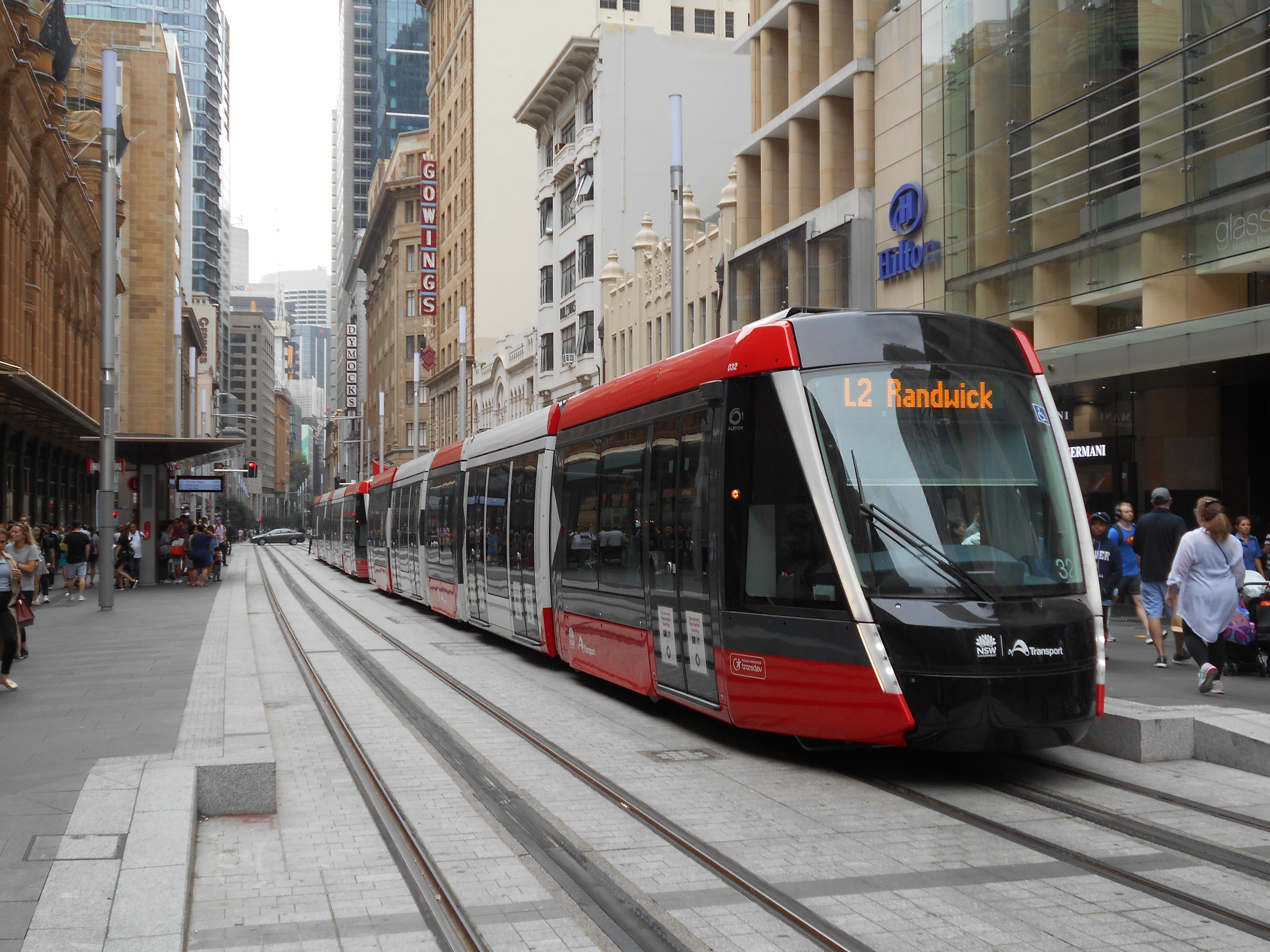
Alstom APS на лініях 2 і 3 Сіднейського легкорейкового транспорту

| Мережа                                              | Місто          | Держава   | Відкриття | Коментарії |
| --------------------------------------------------- | -------------- | --------- | --------- | --- |
| Трамвай у Анже                                      | Анже           | Франція   | 2011      | [ 9 ] [ 10 ] |
| Реймський трамвай                                   | Реймс          | Франція   | 2011      | [ 9 ] |
| Орлеанський трамвай                                 | Орлеан         | Франція   | 2012      | [ 11 ] |
| Турський трамвай                                    | Тур            | Франція   | 2013      | [ 12 ] |
| Дубайський трамвай                                  | Дубай          | ОАЕ       | 2014      | Мережа повністю оснащена APS по всій довжині пасажирського маршруту, тому трамваї не використовують свої пантографи, якщо вони не рухаються в межах зони депо.          |
| VLT Carioca                                         | Ріо-де-Жанейро | Бразилія  | 2016      | Мережа в основному використовує APS, але там, де це вважалося недоцільним, трамваї використовують власну систему зберігання енергії на основі суперконденсаторів Alstom |
| лініях 2 і 3 Сіднейського легкорейкового транспорту | Сідней         | Австралія | 2019      | Мережа використовує APS у центральному діловому районі Сіднея та звичайні повітряні дроти в інших місцях.                                                               |
| Трамвай у Куенка                                    | Куенка         | Еквадор   | 2020      | Мережа використовує APS лише на певних дистанціях і звичайні повітряні дроти в інших місцях                                                                             |
| T5 (Стамбульський трамвай)                          | Стамбул        | Туреччина | 2021      | [ 17 ] |
| Штадтбан Лусаїла                                    | Лусаїл         | Катар     | 2022      | Мережа використовує APS на наземних дистанціях, приблизно 19 км APS |